# Margrethegård (Flensborg)
Margrethegård (på tysk Margarethenhof) er en tidligere herregård fra cirka 1720 i Sankt Jørgen-kvarteret i Flensborg. Den repræsentative bygning ligger kun få hundrede meter nordøst for Søndertorvet i Flensborgs midtby, ved foden af den banke, hvorpå den flensborgske bydel Jørgensgaard ligger. Gården befandt sig tidligere uden for Flensborgs byporte. Til gården hørte tidligere også en barokhave.
Gården blev i 1762 udbygget til et sukkerkogeri (Sukkergård) og fik dermed en mere industriel karakter. Bag udbygningen stod Handelsselskabet St. Croix fra Dansk Vestindien. Sukkergårdens lager fra 1820/1840 er endnu bevaret. I årene 1842 til 1928 havde endelig jernstøberiet Jepsen til huse her. Jernstøberiets produktion var i begyndelsen baseret på vandkraft, men blev senere afløst af dampdrift. Selve hovedbygning blev i 1882 til fabrikvilla. Hele komplekset er i dag restaureret og lavet om til moderne bylejligheder.
Gården fil sit navn efter svigermoren til jernstøberiets ejer N. Jepsen. Den til gården førende vej kaldes Am Margarethenhof / Ved Margrethegården.

## Billeder
- Hovedbygningen i Hansgade / Johannisstraße 78
- Den restaurerede vinterhave fra 1911, da bygningen tjente som fabrikvilla